# Baron ya Búklu
Juan María Ngomo Eyui, conocido como Baron Ya Búk-lu, es un cantante ecuatoguineano, que actualmente reside en España.

## Carrera musical
Ha realizado conciertos junto al dúo las Hijas del Sol y es conocido entre sus fanes como "el rey del ritmo", donde ha introducido varios trabajos discográficos y no menos que en otros, presentándose como un artista intenso y animado. Es sus obras musicales se puede apreciar la emoción y más que nada, el ritmo musical del África subsahariana dentro del mundo occidental. 
El ritmo ‘olong’, con el que escenifica la canción que lleva el título del álbum, "Dumu aye’ku", tiene cierto contenido de hip-hop, el "sokous" africano en "mongo ya nnam" y el afro-beat en Afirikárá, "wi nid a change", "Bitomo" y la rumba rock en el tema musical "W oné mi testigo", que significa eres mi testigo. 
Ha realizado giras internacionales principalmente por España y Francia  donde tuvo un encuentro con sus compatriotas Matala Mayer y Lapiro de Mbangá, así como el saxofonista de jazz, Jacques Zchwarz-Bart, el afrorrapero Naka, con una animación especial de su madre, Eyui Elá Nsegue, que participó en algunos títulos tradicionales como "Ngulugnam" (animación del pueblo). 
Dentro del mundo literario es coautor de la guía "Vivir África en España" y autor del libro autobiográfico que lleva el nombre de su álbum "El acontecimiento", pendiente de presentación en el país que reside.

## Biografía
Nve Ngomo Eyui es hijo de Ebolo Ngomo Ona, quien fue jefe de la tribu Esakunan de Mikomiseng (Kie Ntem) de la etnia Fang de Guinea Ecuatorial. Su vocación musical le viene desde su infancia, en su entorno familiar.
Además de asistir y participar en ceremonias, rituales y danzas tradicionales, a los catorce años forma su primer grupo musical de “M’andjáng” marimba o palo contra palo, dos años después pasa a formar parte del grupo “KURYEBE” Y “OBÓ^O KURA”, con los cuales realizó varias giras por toda la geografía Guineana, grabaciones en radios y TV, hasta llegar a ser elegidos como grupo revelación de la provincia de Kie Ntem (Rep. G.E).
En 1989, después de realizar giras por varios países africanos decide trasladarse a Europa para alcanzar nuevos horizontes, y empieza a actuar a través de toda la geografía española en locales y festivales de world music, como: los de Zaragoza, Algeciras, Ibiza, Burgos, etc… También se distingue por colaborar con numerosos eventos solidarios, como: Jóvenes contra la intolerancia (Galileo Galilei de Madrid), Fedora – Colegio Mayor San Juan Evangelista (Madrid), Fiesta INTERMÓN, -(parque Juan Carlos I), ONG Solidarios para el Desarrollo - El Escorial (Madrid), Festival METRONOMO y, las inauguraciones de las estaciones de Metro de PRINCIPE PIO, ARGANDA DEL REY, y, Mar de CRISTAL etc.(2001). también en salas prestigiosas como: Caracol, Clamores y una larga gira por Reino Unido (Mánchester, Liverpool y, Leeds, marzo de 2002), organizada por el Instituto Cervantes. AFRICA; CCEB-CCEM 2006 (Centro Culturales Españoles en Bata y en [[Centro Cultural de España en Malabo. FIMIM (Festival Internacional de la Música  Iberoamericana de Madrid. Organizado por la Asociación Getafe-Madrid para la UNESCO 2023
Cantó la canción “Meyon Zagán” (Veníd pueblos) en la IV Jornada Internacional por el día Mundial de la Cultura Africana y Afrodescendiente. Descolonización Definitiva, Democracias Fuertes y Políticos Éticos. Migración. Cuidados, Regularización y Justicia Social. Consecuencias del Cambio climático en África. Congreso de los Diputados. (sala Clara Campoamor) 24 de enero de 2024
Baron Ya Búk-lu, participó en el distrito de Latina en el escenario del 17.º Encuentro entre Culturas ‘Multilatina’. Este evento buscó promover el intercambio cultural y la convivencia a través de una variada programación artística que incluyó música, danza, teatro y otras expresiones culturales de diversas partes del mundo.
C.C. Paco de Lucía. Madrid 04/10/2024 
Su segundo disco MEDULÚ, fue proclamado “mejor disco de world music” del año 1998 en España, por la revista Todas Las Novedades.
Otros conocimientos:
2021-Desarrollo de Talleres de Percusión y Acercamiento a la Música africana en varios centros educativos de Móstoles: IES Antonio Gala, ACE Malasaña, en cursos de 1 y 2 de la ESO del IES Gabriel Cisneros.ro Duque (Leganés) En colaboración con S.G.A.E y Fundación Secretari
2024-2025. Desarrallo de talleres de percusión IES Antonio Machado (Leganés). En colaboración con la SGAE y ONG RUMI.

## Estilos
Como gran experto de la música africana y buen conocedor de su cultura, es un punto intermedio entre la música tradicional Bantú (Bikut-sí + variantes, Rumba africana, etc…) y las diversas influencias del mundo (reggae, funk, hip-hop, etc …). Ahí es donde se sitúan las creaciones de este artista, para elaborar lo que según el artista, es el rock´n búk-lu”.
Canta a la vida y sus problemas cotidianos, evitando sobre todo juzgar.

## Discografía
- 1996 BB project – Ngomo Line productions
- 1998 Medulú – Belvedere discos
- 2001 Actitúd Bantú – Ngomo line- Kelson Music
- 2003 Me no entiende self… A.P.C.A. / Ngomo Line productions
- 2005 Dumu aye`ku apca/Ngomo Line prod
- 2006 FANGLOSOFIA-APCA/Ngomo line prod
- 2009 Afrobeatziako – A.P.C.A / NGOMO Line productions
- 2011 NEW WORLD, NEW LIFE-NGOMOLINE prod/A.P.C.A
- 2011 single C.C.CAN2012 –NGOMOLINE prods/APCA
- 2013 AKAMAYONG – NGOMOLINE productions/APCA
- 2015 AYANG! – A.P.C.A/NGOMOLINE prods
- 2016-BUKLANDO.A.P.C.A/NGOMO LINE prods
- 2018-KPWANDÁMA. A.P.C.A/NGOMOLINE prods
- 2019-LIBERTAD. A.P.C.A/NGOMOLINE prods
- 2020-PANAFRICANO (EP) Dakarai Records/Nomoline Prods
- 2020-PLANdemia 2020(single)-Ngomoline Prod
- 2022-MÚSICA NOSTRA(Ngomoline Prods-DAKARAI Records)
- 2023-EYANGA (EP) . (Ngomolineprods/Apca)
- 2025-VENDEHUMOS (EP). (Ngomoline Prods)

### Colaboraciones
- Africanos en Madrid ( Bell Music)
- Mbayah (Nube Negra)
- Jotamayuscula (No tengo nada) Zona bruta
- El Chojin (Solo para adultos, Olong 100%) Boa Music/Ngomo line Prod
- Frank T, (Mama afree-k)

## Actor

### Cine
- 2017-Actor en el cortometraje UD ESTA EN MADRID. Dtor Tony ROMERO
- 2014-Actor y banda sonora. Cine-documental-GENTE DE PELO DURO. Dtor Tony Romero & Fátima OSIÁ
- 2008-Cine -documental-“SOY MUSICA, SOY RAÍZ”-Dtor Tony Romero
- 2003 - Actor-Coautor junto a El Chojin, de la canción “La ciudad te esta hablando”, para la banda sonora de la película TANGER, protagonizada por: Antonio Resines, dirigida por: Juan Madrid, una producción de: Antonio Guillén Rey
- 1999 - Actor de doblaje.(voz de Papa Wemba), en la película LE COMBATE DES FIERES, producción francesa.
- 1996 - EN LA PUTA CALLE , producción hispano-francesa, Dtor. Enrique Gabriel.
- 1991 - KRAPATCHOUCK, Dtor. Enrique Gabriel, intérprete Ángela Molína..

### Teatro
- 1992 - Actor en la obra FIESTA BARROCA, Dtor. Miguel Narros junto a José Coronado, Willy Montesinos y otros.

### TV
- 1990 - Presentador junto a Susana Hernández y Guillermo Summers en el programa: DOS CADENAS PARA TI (TVE1).

## Literatura
- 2001 - Coautor de la guía para VIVIR AFRICA EN ESPAÑA, País Aguilar (Ediciones Santillana).
- 2005 – EL ACONTECIMIENTO (A.P.C.A / Mandala ediciones)
- 2012 – Mikaná ya midjoán, nkóbo fang "Proverbios, refranes y dichos en lengua fang". Edit CEIBA
- 2016 - ZILIYANG!. A.P.C.A/Mandala ediciones
- 2017 Bidje ndúan Sial Pigmagniol.
- 2021-Antología de la Música de Guinea Ecuatorial. Diwan Mayrit.
- 2023-Eyanghá. Diwan Mayrit